# Eagle Bend, Minnesota
Eagle Bend là một thành phố thuộc quận Todd, tiểu bang Minnesota, Hoa Kỳ. Năm 2010, dân số của thành phố này là 535 người.

## Dân số
- Dân số năm 2000: 595 người.
- Dân số năm 2010: 535 người.